# Johannes Noodt
Johannes Noodt, eigentlich Jakob Johann August Noodt (* 15. Dezember 1781 in Oldesloe; † 23. November 1851 in Hamburg), war ein deutscher Kunsthändler und Auktionator.

## Leben
Johannes Noodt war ein Sohn des Kanzleirats und damaligen Bürgermeisters von Oldesloe Christian August Noodt (1734–1802), dessen Familie aus Holland stammte. Er war eigentlich zum Studium der Medizin bestimmt, aber der Brand von Oldesloe im Mai 1798 und die dabei erlittenen Verluste der Familie machten ein Studium unmöglich.
Er wurde nach Hamburg geschickt, um Kaufmann zu werden. Die in seiner Familie befindlichen Kunstsachen hatten jedoch frühzeitig seine Liebe zur Kunst in ihm geweckt. Während seiner Lehre lernte er Johannes Michael Speckter und J. H. Krüger kennen, die ihm rieten, Makler im Kunstfach zu werden. So war er ab 1810 als Makler in Gemälden, Kupferstichen, sonstigen Kunstsachen, Münzen, Naturalien u. s. w. in Hamburg tätig.
Die Geschäftsräume der Kunsthandlung befanden sich am Valentinskamp, ab 1821 in der Großen Johannisstraße 48, 1827 in der Großen Reichenstraße 23. Noodt stellte 1821 Georg Ernst Harzen an. Harzen, der als ausgewiesener Experte für graphische Kunstwerke galt, leitete bis 1847 mindestens 20 große Kunstversteigerungen.
Eine große Anzahl Kunstgegenstände ging durch Noodts Hände und Geschäft. Die Zahl der von ihm angefertigten Kataloge beläuft sich auf mehr als hundert und enthält viele bedeutende Sammlungen. 1817 versuchte er durch Ausstellung einer seiner Obhut anvertrauten Gemäldesammlung und seiner eigenen Mappen und Kunstbücher in einem eigenen Geschäftslokal die Bildung eines Kunstvereins, fand jedoch dafür keine Unterstützung beim Hamburger Publikum.
Noodt war ein sehr geschickter Zeichner, Kunstdrechsler und gewandter Gemälderestaurator; ebenso verfügte er über gute Kenntnisse als Numismatiker.
Noodt war seit dem 24. Januar 1817 verheiratet mit Eleonore Margaretha, geb. Palm († 23. November 1851 in Hamburg). Er starb an einer Brustkrankheit.

## Auktionen und Kataloge (Auswahl)
- Verzeichniss einer Sammlung von Original Oel-Gemälden, Handzeichnungen, Radirungen u. Kupferstichen ... auch einigen Kunst-Büchern zum Nachlass des Herrn J. H. Kröger gehörend, die am 17. August d. J. ... durch die Makler P. H. Pakischefsky und Joh. Noodt öffentlich ... verkauft werden sollen. Pakischefsky, Hamburg 1812
- Verzeichniß einer Muenz- und Thaler-Sammlung von dem verstorbenen S. T. Herrn Heinrich Krull gesammlet, die am 3. November und folgenden Tagen d.J. durch den Mackler Johannes Noodt, (Hüxter, No. 68) öffentlich verkauft werden sollen. Otto, Hamburg 1817, (Digitalisat)
- 26. April 1819: Sammlung Joachim Friedrich Bolten
  - Museum Boltenianum. Verzeichniss der von dem verstorbenen Herrn Joachim Friedrich Bolten M.D. und Physicus in Hamburg : hinterlassenen vortrefflichen Sammlung Conchylien, Mineralien und Kunstsachen, die am 26. April d. J., Morgens um 10 Uhr öffentlich verkauft werden sollen durch den Makler Johs. Noodt 1819
- 4. September 1822: gerettete Ladung des Schiffes Gottfried
- Verzeichnis der trefflichen Gemälde-Sammlung, welche früher im Besitz des verstorbenen Herrn Etatsrath von Stenglin befindlich gewesen. Catalog XLV. Hammerich & Heineking, Hamburg 1822, (Digitalisat)
- 21. Juli 1823: Sammlung Peter Godeffroy
  - Verzeichniss der Gemälde-Sammlung des verstorbenen Herrn Peter Godeffroy sen.: die am 5. November d. J. und folgende Tage auf dem Börsen-Saale hieselbst verkauft werden soll; (Gefertigter XLVI. Catalog.) Hamburg 1823 (Digitalisat)
- Verzeichniss der Gemälde-Sammlung der Frau Wittwe des verstorbenen Herrn Heinr. Theunes de Jager : ... durch den auf dem Börsensaale hieselbst am 22. April und folgende Tage der Verkauf gesschehen wird. (XLVII. Catalog) Müller, Hamburg 1823
- Verzeichniss einer sehr vorzüglichen Gemälde-Sammlung aus trefflichen und wohlerhaltenen Meisterwerken der besten Künstler aller Schulen früherer und jetziger Zeit gebildet, die am 21. July d. J. und folgende Tage, in der grossen Reichenstrasse No. 28, verkauft wird durch den Makler Johannes Noodt. Müller, Hamburg 1823 (Digitalisat)
- Die Gemälde- und Antiken-Sammlung auf dem Hochadeligen Guthe Emkendorff in Holstein.  (J. Noodt's LXXV. Catalog) Altona: und hammerich und Heineking 1829 (Digitalisat, Universitätsbibliothek Kiel)
- Verzeichnis einer Numismatischen Sammlung antiker, Griechischer, Römischer, Mittelalter- und folgender Zeiten Münzen, deren öffentlicher Verkauf mit d. 30. November ... in Hamburg ... beginnt. (Catalog XC) Hammerich & Lesser, Altona 1835

## Schriften
- Die Kunst alte Oelgemälde zu reinigen. Auf eine fast 50 jährige Erfahrung begründet. Berendsohn, Hamburg 1853.